# Navalvillar de Pela
Navalvillar de Pela es un municipio y localidad española de la provincia de Badajoz, en la comunidad autónoma de Extremadura. El término municipal, que forma parte de la mancomunidad de La Serena-Vegas Altas e incluye las pedanías de Obando y Vegas Altas, tiene una población de 4345 habitantes (INE 2024).

## Etimología
(I) Sobre el nombre y posibles orígenes o relaciones de esta población se dan las siguientes hipótesis:
"[D. Eduardo Saavedra colocó]... AVGVSTÓBRIGA en las casas y dehesa de Ahijón, cerca de la confluencia del río Esténas con el Guadiana, y algo antes del Portillo de la Cijarra; para ello es preciso aumentar en 20 millas las 55 marcadas en el Itinerario; á LEVCIANA lo supuso cerca de Valdecaballéros, mediando desde Ahijón 18 millas, en vez de las 12 ó 22, y á LACIPEA en el despoblado de Villavieja, perteneciente á Navalvillar de Pela, donde ya se ha dicho que estuvo LACIMVRGA...".
Como apoyo al sitio de Navalvillar de Pela y lugares adyacentes:
Augustóbriga tiene raíz etimológica indiscutible en el emperador Augusto César Octaviano y la lengua celto-escita bria o briga. Leuciana vendría del griego λευκός [leukós] blanco y el sufijo de relación iana; αὐγή [¿aygé o aygí?, avgí según el traductor Google] alba reafirmaría el lugar de emplazamiento de Leuciana, si bien la citada Ahijón (Augustóbriga) se acerca más etimológicamente a Leuciana. Lacipea tomaría un nombre compuesto en λακεδαιμόνιος [lacedemonios —δαιμόνιος,                  demonios espíritu superior, divino, genial—] lacedemonio, espartano e ἰππεύς [hippeýs, ippéfs según el traductor Google] jinete. Lacimurga lo haría del ya citado lacedemonio y un étimo difícil de interpretar, A. Ortelius cita un lugar, al parecer de Thracia, llamado Murgisca; Murgis la cita este mismo autor en legados de Plinio y Ptolomeo y la emplaza en Murcia (según Clusius) o Moxacar ([Mojácar] según Florián y J. [Juan de] Mariana). Navalvillar tomaría su compuesto en nava y villar, étimos muy comunes en toda España; Pela hallaría referencia en Pela o Pella, lugar de Macedonia donde nacieron Filippo II y Alejandro Magno, y de Filippo II, muy representado en monedas de Pella y resto de Macedonia, se podrían tomar principalmente las cecas celtibéricas y del resto de la península ibérica: figuras con el pelo recogido con una cinta o faja y jinetes a caballo con palmas o lanzas, junto a los «raudos» delfines, suelen ser los troqueles  de uno y otro lado de Europa. Thracia y Macedonia eran limítrofes y fueron en algún tiempo comunes. De Estrabón y el juicio interpretativo de su legado hecho por D. Miguel Cortés, apunta esta interesante referencia:
"En los [lusitanos] que viven junto al Duero se observan muchos rasgos de la vida y costumbres de los espartanos o lacones (6): untan sus cuerpos dos veces al día con aceite, ó con otra esencia; usan braseros de piedra, y se bañan en agua fría...
[Nota] (6) La dureza y rusticidad de los celtas españoles y la de los espartanos tenía mucho de las antiguas costumbres de los pueblos del norte; de los escytas, tracios y nómades. No hay duda que entre los griegos que aportaron á España vinieron lacónicos, que dejaron su nombre pátrio en algunos pueblos celtas, como Laconimunga [Laconimurgi de los vettones, según este mismo autor en el tomo III]. El untar los cuerpos con aceite era costumbre espartana y de los atletas".
Cabría añadir estas otras referencias de origen heleno: 
Río Estenas, σθένος [sthenos] fuerza física, vigor; río Gargaligas, γαργάλισμα [gargálisma] cosquillas; Orellana, ὅρος [oros] montaña. Lo que se podría deducir en (Estenas) río bravo; (Gargáligas) río poco peligroso y (Orellana) ciudad sobre monte poco elevado (II).
De (I) a (II) datos de Vástagos de Hércules I (pendiente de edición).

## Geografía
Integrado en la comarca de Vegas Altas, se sitúa a 146 km de la capital provincial. El término municipal está atravesado por la carretera nacional N-430 entre los pK 133 y 148, por las carreteras autonómicas EX-115, que conecta con Orellana la Vieja, y EX-116, que se dirige hacia Guadalupe, y por carreteras locales que conectan con Madrigalejo (EX-335) y con Casas de Don Pedro. 
El relieve del municipio es predominantemente llano salvo la zona sur y suroeste, donde se alza la sierra de Pela, que supera los 700 m de altitud. La zona llana está recorrida por los ríos Ruecas, Cubilar y Gargáligas, pertenecientes a la cuenca del Guadiana. La zona de sierra está incluida en el Parque Natural de Embalse de Orellana y Sierra de Pela, y tiene su punto más elevado en el pico Sierra Morena (723 m), que hace de límite con Orellana de la Sierra. En el extremo sureste del municipio, más allá de la sierra, se encuentra parte del embalse de Orellana. La altitud oscila entre los 723 m (pico Sierra Morena) y los 280 m en la desembocadura del río Cubilar en el Gargáligas. El pueblo se alza a 367 m sobre el nivel del mar.
| Noroeste: Madrigalejo (Cáceres)    | Norte: Logrosán (Cáceres) | Noreste: Puebla de Alcocer                        |
| Oeste: Acedera y Orellana la Vieja |                           | Este: Puebla de Alcocer                           |
| Suroeste: Orellana de la Sierra    | Sur: Esparragosa de Lares | Sureste: Puebla de Alcocer y Esparragosa de Lares |

## Historia
Navalvillar de Pela, en su emplazamiento actual y con esta denominación, nace en 1418 cuando un grupo de vecinos pide permiso al Ayuntamiento de Trujillo para deslindar y amojonar el término. Pero el hecho fundacional de la población en el siglo XV no se debe entender como algo absoluto. Con anterioridad, estos parajes contaban con ocupación humana que iría variando con el paso de los tiempos.
El poblamiento de estas sierras, desde tiempos prehistóricos, está atestiguado por la presencia de pinturas rupestres esquemáticas en la zona, como las de las cuevas del "Hoyo de Pela".
En la Edad Antigua, el término municipal pertenecía a los dominios de los vettones, pueblo ibérico prerromano. Los legados de este pueblo son representaciones en bronce de exvotos animales y humanas a caballo.
En su término municipal, en el Cerro de Cogolludo, junto al río Guadiana, se encuentra la ciudad antigua de Lacimurga, asentamiento romano sobre un poblado íbero. Debió de ejercer como centro urbano principal con una fuerte influencia sobre un entorno rural en sus alrededores, donde se localizan numerosos restos.

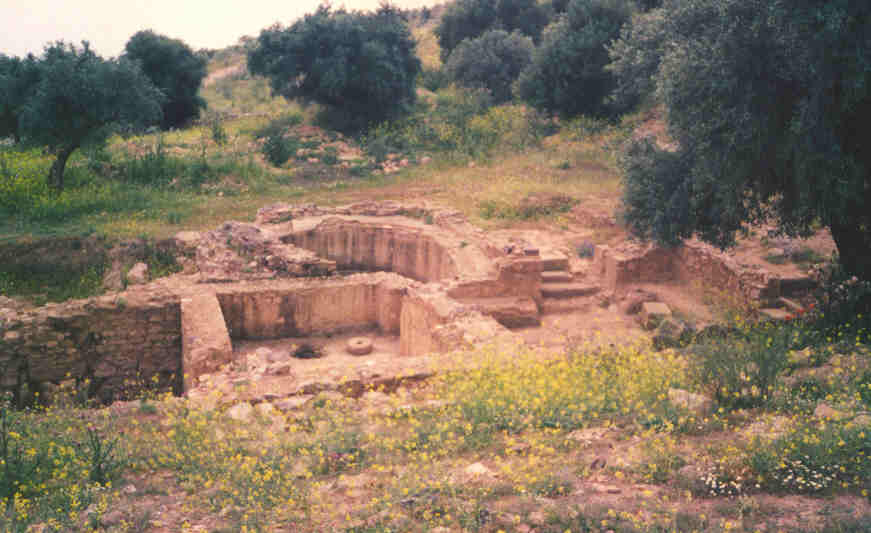
Villa romana de Lacimurga

En sus cercanías también floreció el asentamiento romano de Lacipea, habiéndose encontrado también en sus alrededores, en otro tiempo, los núcleos de Villavieja y San Isidro, este último perteneciente al monasterio de Guadalupe.
Como otras del entorno, en los tiempos pasados la población perteneció jurisdiccionalmente al municipio de Trujillo, y en lo religioso, a la diócesis de Plasencia, en cuyo seno continúa.
En 1594 formaba parte de la Tierra de Trujillo en la Provincia de Trujillo.
Viejas tradiciones hablan de la existencia en las sierras cercanas de fortificaciones templarias, de las que sin embargo, ningún resto se conoce en la actualidad, tratando otras de conectar con la localidad la figura, muerte y enterramiento del rey Pedro I de Castilla, llamado "El Cruel", en leyenda que también se repite en otros lugares del entorno.
Navalvillar de Pela fue siempre pueblo de realengo (exceptuando unos años alrededor de 1630 en que pasó a ser señorío de don Juan de Orellana, situación a la que pusieron fin los propios vecinos comprándose a ellos mismos con el dinero que reunieron y así volvieron a ser pueblo de realengo, no dependiendo de ningún señor), lo que quiere decir que siempre pagó sus tributos directamente al rey. Esto es uno de los caracteres más importantes de la historia peleña, pues debido a ello nunca hubo grandes señores en la localidad y por ende no dejaron castillos ni grandes palacios como herencia.
Grandes sucesos ocurrieron también durante el siglo XIX, como en la Guerra de la Independencia o las guerras carlistas. En estas últimas los detractores de Isabel II quisieron entrar en Pela tocando a degüello, al parecer porque allí habían perdido uno de sus cargamentos. Sin embargo, gracias al por aquel entonces alcalde, Moreno Nogales, que colocó su bastón en un puente como símbolo del atropello que se iba a cometer, finalmente no lo hicieron. Curiosamente algunos años después los vecinos compraron todas las rañas (casi el doble del término que poseían) con un dinero que no se sabe de donde salió.
Hacia mediados del siglo XIX, la villa tenía contabilizada una población de 2320 habitantes. Aparece descrita en el decimosegundo volumen del Diccionario geográfico-estadístico-histórico de España y sus posesiones de Ultramar de Pascual Madoz de la siguiente manera:

NAVALVILLAR DE PELA: v. con ayunt. en la prov. de Badajoz (21 leg.), part. jud. de Puebla de Alcocer (3), aud. terr. de Cáceres (16), dióc. de Plasencia (23), c. g. de Estremadura. sit. á la falda de una sierra mirando al N.; es de clima templado, reinan los vientos O. y N., y se padecen pocas enfermedades. Tiene 550 casas de regular construccion y comodidad, en 14 calles estrechas y empedradas, y 4 plazas destinadas para la venta de efectos; hay casa de ayunt., cárcel, pósito, escuela de niños dotada con 3,300 rs., á la que asisten 90; otra de niñas con 70 discipulas y 750 rs. de dotacion, pagada como la anterior de los fondos públicos; igl. parr.. dedicada á Sta. Catalina, con curato de entrada y provision del ordinario; una ermita con la advocacion de Ntra. Sra. de la Caridad, y el cementerio en medio de la pobl. Se surte de aguas potables en una fuente y varios pozos de las inmediaciones, muy finas, dulces y abundantes. Confina el térm. por N. con los de Logrosan y Zorita; E. Puebla de Alcocer y Casas de D. Pedro; S. Orellana la Vieja y Orellana la Sierra; O. Madrigalejo y Acedera, estendiéndose 2 leg. de N. á S., 3 de E. á O., y comprende el cas. cortijo de San Isidro, que fue del suprimido monast. de Guadalupe; el desp. llamado Villa-Vieja, y muchos cimientos de fortificaciones, y escombros de minas en la sierra, que denotan remota ant.: se incluyen además las deh. de los Cogolludos, Alcornocalejo, Entrambas-pelas, Chaparral, Saltillo, las Parrillas, las Talarrubias, Suerte de Santiago, el egido y deh. boyal, todas de buenos pastos y arbolado; y por último, porcion considerable de montes de encina al N.E.,. y O., que fueron del ant. sexmo de Trujillo, y aun existen mancomunados con los 25 pueblos que le componian. Le bañan los r. Guadiana, Gargaligas, Cubilar y Ruecas. El terreno es de sierra, fértil y gran parte de regadío: los caminos vecinales en mal estado: el correo se recibe en Orellana por baligero 3 veces á la semana. prod. trigo, cebada, centeno, avenas, garbanzos, aceite, vino, lino, y mucha fruta de todas clases, naranjas y melones; se mantiene ganado de cerda que es el mas preferido, cabrio, lanar, y colmenas, y se cria mucha caza mayor y menor, y pesca de carpas, tencas y anguilas. ind. y comercio: 2 prensas de aceite, 2 molinos harineros; se trafica en carnes, aceite y granos. pobl.: 596 vec., 2,320 alm. cap. prod.: 2.879,140 rs. imp. 192,260. contr. 21,956 rs. 19 mrs. presupuesto municipal: 14,935 rs. 5 mrs., del que se pagan 3,500 al secretario por su dotacion, y se cubre con el prod. de la deh. boyal y egidos.
(Madoz, 1849, pp. 63-64)

Con la entrada del siglo XX la localidad sufre los avatares de la época: roturación de nuevas tierras, plantación de olivares... El caciquismo, muy asentado en Extremadura por estas fechas, no afectó tanto a Navalvillar de Pela debido a la colectividad de la propiedad y la ausencia de grandes propietarios autóctonos.
Navalvillar de Pela en la Guerra Civil: Desde el principio de nuestra cruel contienda la provincia de Badajoz quedó controlada por los republicanos y la de Cáceres por los franquistas. Navalvillar de Pela cobra importancia por ser fronteriza y pasa a formar parte de la Bolsa Republicana de la Serena. Es en los primeros meses de guerra cuando fueron quemados los santos de la parroquia y algunos archivos de ayuntamiento. En el pueblo siempre convivieron personas de los dos bandos pero no fue hasta el 21 de julio de 1938 cuando finalmente los franquistas entraron en la localidad desde Madrigalejo. Un grupo de republicanos se ve obligado a huir a la sierra donde permaneció hasta después del fin de la guerra.

## Demografía
Navalvillar de Pela cuenta con una población de 4345 habitantes (INE 2024).
| Gráfica de evolución demográfica de Navalvillar de Pela entre 1842 y 2021                                             |
| |
| Población de derecho según los censos de población del INE. Población de hecho según los censos de población del INE. |

## Patrimonio
La ermita de San Antón es la antigua iglesia parroquial de la localidad, construida hacia la primera mitad del siglo XVIII. Contaba con cúpula, nave central y campanario, estos dos últimos derruidos en los años ochenta por estar en ruinas. Tras décadas de desuso fue convertida en ermita del santo más querido de esta bella localidad, San Antón Abad. Cuenta con dos hermosos retablos y otras dos bóvedas, una de las cuales, la mayor, posee restos de pinturas neoclasicistas.
La ermita de la Virgen de la Caridad es un templo construido en el siglo XVI, que alberga la talla de la patrona peleña. Posee un retablo restaurado recientemente.
Parque periurbano de conservación y ocio "Dehesa de Moheda Alta": Zona habilitada para el ocio y el turismo ornitológico. La Dehesa de Moheda Alta, lugar donde también se realiza la romería del Lunes de Pascuas, es uno de los lugares de todo el país donde más grullas se concentran en invierno debido a las aptas condiciones que reúne: alimento, descanso, espacio... Además se encuentran muy cerca zonas pantanosas y de embalses donde a las grullas les gusta dormir. El parque contiene bungalós, restaurante, merenderos, servicios, un centro de interpretación, etc. 
Ruinas de la ciudad romana de Lacimurga: Se encuentra situada en el paraje llamado cogolludo, zona muy conocida por la pesca del black bass y al que acude gente de todas latitudes. La ciudad fue un asentamiento muy importante y merece ser visitada por sus baños romanos y demás restos, pero también por el entorno, rodeado casi por todos lados por el río Guadiana y con de vistas inigualables.
Paraje natural "El Chorrero": Enclavado en pleno centro de la Sierra de Pela, en el valle de su mismo nombre, es un antiguo lavadero del siglo XVII poseedor de un manantial del que mucha gente recoge su agua. La zona se encuentra habilitada con merenderos y barbacoas así como con senderos mediante los cuales se puede subir a zonas con bonitas vistas.
Monte Sierra del Bravo: Es un parque protegido y adaptado con merenderos y un refugio forestal y también consta con senderos y con un mirador desde el cual se divisa la comarca de la Siberia y parte de la Serena.
La Sierra de Pela está catalogada como Zona Especial de Protección de Aves.
Iglesia parroquial de Santa Catalina de Alejandría, en la diócesis de Plasencia. Se terminó de construir en el año 1986 y sustituye a la antigua iglesia que se derrumbó en gran parte, denominándose la parte que permanece en pie,  Ermita de San Antón.
La nueva iglesia se construyó por iniciativa directa del párroco Juan José Gallego Palomero, que fue el promotor que animó a los feligreses , recibiendo el apoyo generalizado de la población. El arquitecto redactor del proyecto y director de la obra fue el peleño  Miguel Masa Parralejo. Se trata de una obra de grandes dimensiones con una sola nave, sin pilares interiores, con entrada lateral al frente , altura creciente hacia el altar e iluminación lateral por vidrieras. Se remata con un altar de altura creciente donde se sitúan el baptisterio, el coro , la mesa del altar y la sede. Su superficie supera los 1000 m². Se construyó en gran parte gracias a la aportación económica de los feligreses.

## Fiestas

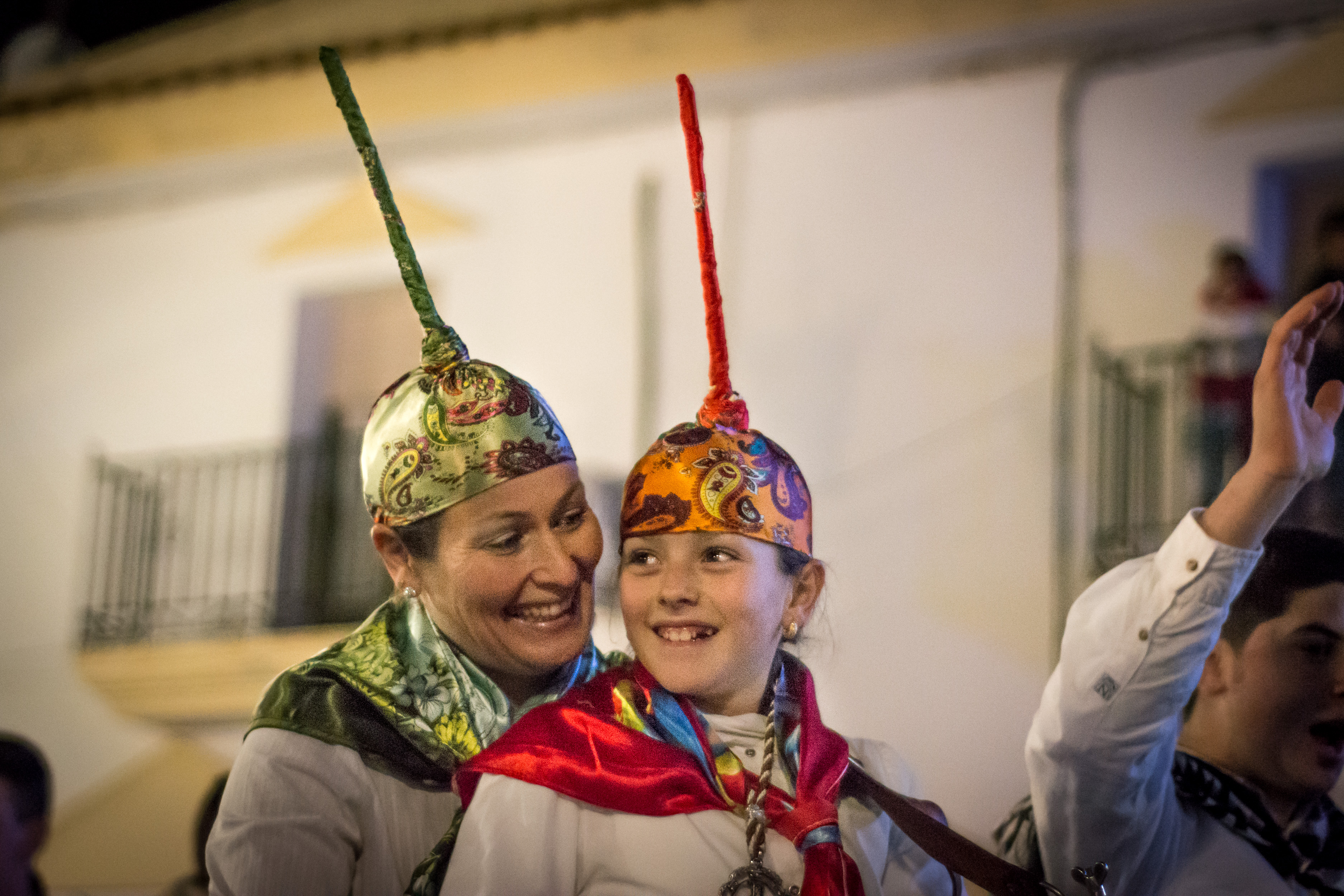
La Encamisá 2015

La Encamisá o Carrera de San Antón: Navalvillar de Pela es conocida en Extremadura por su famosa Encamisá, llamada también Carrera de San Antón, se celebra cada 16 de enero, víspera de San Antón.
Según la memoria popular, La Encamisá conmemora la histórica salvación de los peleños frente a los moros cuando éstos intentaron invadir el pueblo. Ésta se logró a base de encender hogueras y, con camisas blancas y carreras de sus caballos, lograron confundir a los invasores, que huyeron creyendo que los naturales del pueblo eran más grandes que ellos. A San Antón se dedicó la salvación.
La fiesta tiene, entre otros protagonistas, al jinete, con la camisa blanca, pañuelo multicolor al cuello y otro que le cubre la cabeza, terminado en pico a semejanza de un casco de combate, y al caballo que porta la famosa manta de madroños. Entre hogueras encendidas, los jinetes inician la carrera a las 8 de la tarde del día 16 de enero, vísperas de San Antón, al son del tamborilero que recorre las calles de Pela por tres veces, junto al abanderado, la Cofradía y la Corporación.
La fiesta dura lo que tardan el Tambor y la Bandera en completar 3 vueltas al recorrido, y todos los participantes son obsequiados con la degustación de vino de pitarra y sus biñuelos.
Lunes de Pascua: Más conocido como "Las Pascuas". Es la tradicional romería de Navalvillar de Pela. En ella todos los peleños, se dirigen hacia la finca de Moheda Alta, ya sea a lomos de sus caballos, en carruajes o en remolques adornados debidamente con globos y ramajes. Una vez allí, esperan infinidad de puestos y atracciones, además de la ya tradicional "pachanga de julito", con su mítica frase: "Esto es una ruina" o la de " Somos como una ONG, perdemos dinero pero ganamos amistades". Durante todo el día y en torno a las encinas, los grupos sacan sus mesas en las que se pueden encontrar exquisitos manjares como la tortilla de patatas, los embutidos, el vino de pitarra, la masmarria...y dulces típicos como las roscas de viento y las mangas gitanas. Todo aquel que visite esta romería no se sentirá forastero.
Feria y fiestas de agosto: se celebran en honor a la Virgen de la Caridad del 14 al 17 de agosto. En ellas vuelven todos los forasteros y se puede disfrutar de un gran ambiente festivo, fuegos artificiales, conciertos musicales, capeas y vaquillas y la tradicional corrida de rejones, además de muchos actos religiosos en honor a nuestra señora, como el Rosario de la Aurora, que se celebra de madrugada, la bajada, las novenas...